# Telemofila fabata
Espèce
Synonymes
- Telema fabata Wang & Li, 2010

Telemofila fabata est une espèce d'araignées aranéomorphes de la famille des Telemidae.

## Distribution
Cette espèce est endémique de Singapour.

## Description
Le mâle holotype mesure 1,22 mm et la femelle paratype 1,08 mm.

## Systématique et taxinomie
Cette espèce a été décrite sous le protonyme Telema fabata par Wang et Li en 2010. Elle est placée dans le genre Telemofila par Zhao, Li et Zhang en 2020

## Publication originale
- Wang & Li, 2010 : Four new species of the spider genus Telema (Araneae, Telemidae) from southeast Asia. Zootaxa, no 2719, p. 1-20.